# Antonio dalla Tavola
Antonio dalla Tavola (Venècia, 1634 - 10 de juny de 1674) fou un compositor i pedagog musical italià.
Estava molt ben considerat com a músic i organitzador d'esdeveniments musicals. Va publicar una col·lecció de misses per a 3 a 8 vuits i baix continu. També va posar la música per L'amor pudico, un ballet eqüestre ideat per Pio Enea degli Obizzi estrenat a Pàdua el 1643. Quan hi va morir, era propietari de més de dos centenars de composicions manuscrites i un centenar de col·leccions impreses de música, incloent obres dels compositors nord-italians com Costanzo Porta, Giovanni Croce, Monteverdi, Alessandro Grandi, Giovanni Rovetta, i Roman Orazio Tarditi.
Com a mestre d'Agostino Steffani, presumiblement el va introduir a alguns d'aquests compositors, així com als rudiments de la música: els hexacords i el solfeig, les formes de la música eclesiàstica i les complexitats de la notació mesural.